# Rue Louis Jamme
La rue Louis Jamme est une rue du quartier d'Outremeuse à Liège en Belgique (région wallonne). 

## Odonymie

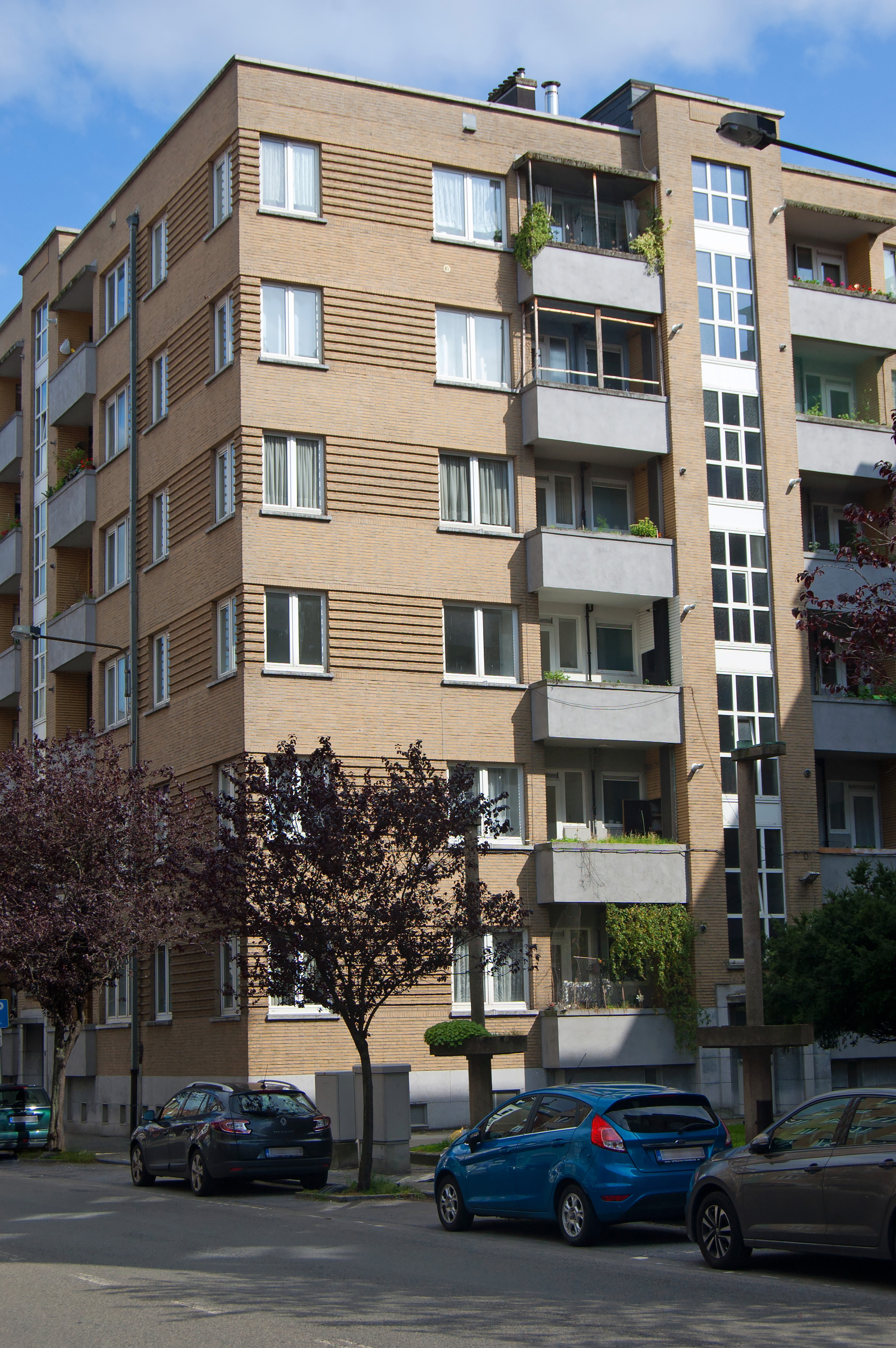
Détail d'un des d'immeubles à appartements de Melchior Jeurgen.

La rue rend hommage à Louis Jamme, né le 15 octobre 1779 à Liège où il est mort le 12 février 1848. Il fut de 1830 à 1838 le premier bourgmestre de la ville de Liège sous régime belge.

## Histoire
La voirie a été percée à partir de 1850 pour relier la place Delcour à la place Théodore Gobert et au pont d'Amercœur.

## Description
Cette large voie plate et rectiligne d'une longueur d'environ 265 m et d'une largeur d'environ 17 m est une artère importante du sud d'Outremeuse. Elle est une section de la route nationale 3.

## Architecture
Un ensemble d'immeubles à appartements inauguré en 1939 et réalisé d'après les plans de l'architecte Melchior Jeurgen pour la Société coopérative La Maison liégeoise se situe du no 8 au no 20. Ces immeubles en brique jaune de six niveaux (cinq étages) placés en ailes perpendiculaires créent trois cours carrées avec pelouses le long de la rue. Ils relèvent du style moderniste. Cet ensemble architectural se prolonge le long des rues Rouleau et de l'Ourthe.

## Voiries adjacentes
- Place Delcour
- Rue de l'Ourthe
- Rue Porte-Grumsel
- Rue Rouleau
- Place Théodore Gobert